# George Soros
George Soros, ursprungligen György Schwartz, född 12 augusti 1930 i Budapest i Ungern, är en amerikansk finansman, valutaspekulant, ekonomisk och filosofisk debattör samt filantrop.
Soros har ägnat sig åt en omfattande spekulationsverksamhet, mot bland annat Storbritanniens och Sveriges ekonomier kring 1992 och mot Thailands och Malaysias ekonomier vid Asienkrisen 1997. Det finns de som hävdar att Soros och andra valutaspekulanters agerande var med och bidrog till ekonomiska kriser och sänkt levnadsstandard i dessa stater. Soros är för globalisering, marknadsekonomi, demokrati, globala institutioner och generös flyktingpolitik. Han vill dock ha regleringar av marknadsekonomin, inklusive den finanskapitalism han själv verkar inom.
Soros har även donerat stora summor till olika filantropiska ändamål och till en lång rad organisationer. Det omfattande ekonomiska stödet till organisationer och nätverk runt om i världen, inklusive press och media, har av hans meningsmotståndare uppfattats som kontroversiellt. Han har engagerat sig i de amerikanska presidentvalsrörelserna och skänkt stora summor till Demokraterna och dem närstående organisationer. Han är även starkt kritisk till Vladimir Putin i Ryssland, Duterte i Filippinerna, Viktor Orbán i Ungern och andra auktoritära och nationalistiska politiska ledare och regimer. Genom sina organisationer försöker han påverka en lång rad länder, mot det han kallar för det öppna samhället.
Soros är enligt Forbes en av de 30 rikaste personerna i världen.

## Biografi

### Uppväxt och studier

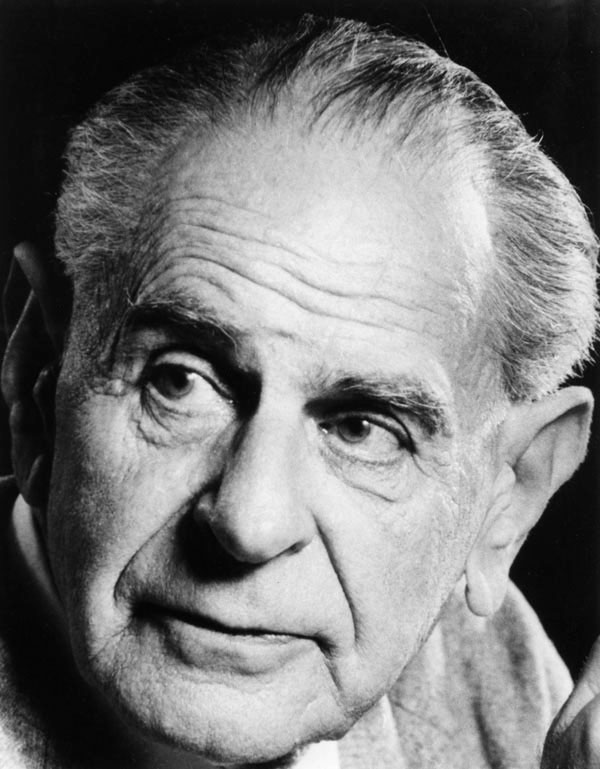
Karl Popper, brittisk filosof som George Soros studerade för i unga år och vars idéer i hög grad påverkat George Soros syn på politik och ekonomi.

Soros föddes 1930 i Budapest i Kungariket Ungern. Familjen var judisk och välbärgad, men likt många ungerska judar av övre medelklass kände de sig obekväma med sina rötter. Modern Elizabeth (också känd som Erzsébet) kom från en företagarfamilj. Fadern, Tivadar (också känd som Teodoro) var advokat och hade varit krigsfånge under och efter första världskriget till dess att han lyckades fly från Ryssland och återförenas med familjen i Budapest. Tivadar var även kunnig i esperanto och lärde Soros språket i dennes ungdom.
I mars 1944 tog den tyska militären kontroll över Ungern och judar började att deporteras till ghetton och koncentrationsläger. Soros familj lyckades dock undkomma nazisterna med hjälp av falska identitetshandlingar och genom att de blev inhysta hos olika hjälpande människor. Soros har som vuxen beskrivit uppväxten som präglad av antisemitism, vilket påverkat honom starkt.
1948 fick George Soros tag på de nödvändiga dokumenten för att kunna flytta till London. Där bodde han till en början hos en avlägsen släkting och tog jobb som diskare, diskplockare och husmålare. Våren 1949 antogs han till London School of Economics där han några år senare tog ut Bachelor-examen i filosofi och doktorsexamen i ekonomi. Han kom också att bland annat studera under Karl Popper, vilket påverkade honom starkt.

### Finanskarriär

#### Tidiga anställningar
Soros inledde sin karriär inom finanssektorn med en tjänst på Singer & Friedlander i London 1954. 1956 flyttade han till New York där han arbetade som trader för F.M. Mayer (1956–1959) med fokus på europeiska aktier. 1959 gick han över till Wertheim & Co., där han stannade till 1963. Huvudinriktningen blev nu analyser av europeiska obligationer. Under den här tiden utvecklade han även sin generella teori om reflexivitet, baserat på idéer av Karl Popper. 1963 till 1973 var Soros vicepresident vid Arnhold and S. Bleichroeder.

#### 1970-talet: Uppstart av flera hedgefonder
Hedgefonden Double Eagle startades upp 1969 med fyra miljoner dollar i investeringskapital, inklusive 250 000 dollar av sitt eget kapital och året efter grundades Soros Fund Management med George Soros som ordförande. Bland dem som genom åren haft de tyngsta posterna i fonden, förutom Soros själv, kan nämnas hans två söner. Hedgefonden The Quantum Group Of Funds startade han 1973 tillsammans med Jim Rogers. Den dominerande hedgefonden i detta "ramverk", Soros' Quantum Fund, blev 1992 världsomtalad då den användes för att bryta ner det engelska pundet och tvinga fram en devalvering. Enligt Nial Ferguson i The Ascent of Money (2009) lär Soros ha tjänat omkring en miljard dollar på denna omtalade blankning, vilken i England är känd som Black Wednesday.

#### Black Wednesday
| Margaret Thatcher och John Major. |  | Margaret Thatcher och John Major. |
| Margaret Thatcher och John Major. |  |                                   |

Vid tiden för Soros exceptionella blankning mot det brittiska pundet hade EU bildats, men ännu inte den gemensamma valutan euron. Istället fanns, sedan 1979, det så kallade ERM-systemet. EU-länderna var ännu inte redo att ge upp sina nationella valutor, men de hade funnit en mellanväg mellan fast och flytande valutor genom detta system där valutorna knöts till tyska D-marken. Länderna hade också enats om att tillåta en sexprocentig avvikelse gentemot D-marken, men inte mer. 
I Storbritannien hade Margaret Thatcher nogsamt motsatt sig ett brittiskt inträde i ERM-systemet under hela 1980-talet, eftersom hon föredrog rörlig växelkurs, men 1990 hade hon inte längre den politiska kraften att motstå andra medlemmar i det Konservativa partiet, som menade att det var dags för Storbritannien att knyta ihop sin valuta med övriga Europa. I oktober 1990 gick därför Storbritannien slutligen med i ERM till valutakurser 2,95 DM för varje brittiskt pund (GBP). Den brittiska regeringen förband sig att hålla växelkurser mellan 2,78 DM och 3,13 DM i förhållande till pundet.
Strax efter att detta förhandlats färdigt och beslutats ersattes Thatcher av John Major som premiärminister. Den fasta växelkursen skulle enligt Major motverka inflation och vara en hörnsten i den ekonomiska politiken. Till en början gick det också enligt planen, inflationen sjönk men arbetslösheten höll sig ändå temporärt relativt låg. Under 1992, då global recession rådde, blev det dock mörkare och svårare även för Storbritannien och arbetslösheten steg hastigt till över 12 procent. Den normala åtgärden i dylika omständigheter hade varit att öka investeringar och konsumtion genom att sänka räntorna. Men nu, när de var med i ERM, var den vägen stängd. Detta eftersom pundets värde gentemot D-marken då hade sjunkit under den överenskomna miniminivån. Så medan depression och massarbetslöshet rådde var regeringen förhindrad att mildra spänningarna.
Det som till slut fällde avgörandet i frågan om pundet kontra ERM, utifrån detta, var tre snabba händelser. Den första var en Wall Street Journal-intervju med presidenten för Bundesbank, Helmut Schlesinger. Den andra händelsen, dagen därpå, var att George Soros fick tidningen med artikeln ifråga på sitt bord. Den tredje händelsen var att Soros agerade efter intrycket han fick av artikeln. Han genomförde helt enkelt en snabb och mycket stor blankning av pundet.

#### Övriga spekulationsattacker under 1990-talet
Den största spekulationsattacken under 1990-talet, det vill säga efter spekulationen mot pundet under Black Wednesday, var spekulationerna mot en rad sydostasiatiska valutor under 1997, som ledde till den asiatiska finanskrisen. Det hela startade som en lokal, nationell, finanskris i Thailand efter att landet beslutat överge kopplingen mellan thailändsk baht och amerikansk dollar som på några månader ledde till att den flytande thailändska valutan förlorat 60 procent av sitt värde gentemot dollarn. Men gick snabbt över till spekulationer mot flera andra valutor i regionen, i synnerhet Indonesien, Malaysia och Filippinerna. Under hösten 1997 drabbades även Sydkorea, Hongkong och Kina. George Soros var högst delaktig i denna process, men han var inte den enda valutaspekulanten och även andra hedgefonder var delaktiga.. Finanskrisen i Sydostasien liksom Soros delaktigheten fick stort utrymme i pressen, även i väst. Aftonbladet skrev exempelvis följande i en krönika från 1998: "Varhelst i världen som det går att tjäna pengar på osäkra valutor dyker Georg Soros och hans hedgefonder upp. Nu är han inblandad i det valutafall som hotar hela världsekonomin."

#### 2010-talet
George Soros har stora placeringar i guld, energi och jordbruk. Enligt en artikel i Forbes hade han särskilt stora placeringar i dessa koncerner 2010: SPDR Gold Trust, Monsanto, Interoil, Plains Exploration, Teva, Weatherford International,  Novagold, Endean, Dendreon Corp, Kinross Gold,   2011 uppstod en konflikt i Afrika kring en större telekomaffär som Soros investerat i. Upprinnelsen var att ett företag investerat i telekom i Nigeria och att Soros sen gick in i syfte att finansiera liknande satsningar i andra delar av Afrika.
År 2013 var han inblandad i en börsstrid runt Herbalife. Upptakten till striden var att "blankaren" Bill Ackman ett par år innan dödförklarat företaget och anklagat det för att bygga på pyramidspel och för att sälja dyra produkter. Investeraren Carl Icahn intog motsatt position och köpte tvärtom många aktier. Soros gick därefter in på Icahns sida och köpte också på sig aktier.. År 2015 ökade han bland annat innehavet av Devon Energy Corp och Transocean.  
Den 31 december 2016 hade Soros Fund Management officiellt 2,3 miljarder dollar placerat, fördelade på 286 positioner. De största innehaven var Liberty Broadband,  Adecoagro och Caesars Acquisition.  2017 har han även lagt en stor placering på Powershares QQQ (som följer Nasdaq 100 index) med omkring en miljard dollar.  Under 2017 råkade den nederländska finansinspektionen AFM dessutom genom ett "mänskligt misstag" publicera flera av Soros positioner. Enligt uppgift från Financial Times syntes blankningarna under ett antal timmar på myndighetens hemsida, däribland en blankningsposition på Nederländernas största bank, ING.
Enligt Forbes Magazines lista från februari 2017 är George Soros världens 19:e rikaste person och även den mest förmögne hedgefond-ägaren, med en nettoförmögenhet på omkring 25 miljarder dollar. Detta trots att han förlorade närmare en miljard dollar, nio miljarder kronor, efter Donald Trumps oväntade vinst över Hillary Clinton i det amerikanska presidentvalet hösten 2016. Soros hade som många andra spekulerat i en allmän nedgång på börsen efter en Trumpvinst, vilket inte blev fallet.
2018 gjorde Soros Fund Management en misslyckad spekulation gentemot det norska flygbolaget Norwegian, ett företag som i flera år varit en av de mest blankade aktierna på de nordiska börserna. Förlusten föregicks av en kursrusning efter ett rykte om ett kommande bud från British Airways ägare IAG. Därefter stängde Soros sin position och förlorade omkring 40 procent på sin spekulation mot flygbolaget – på bara en dag.

## Ekonomisk och politisk teori

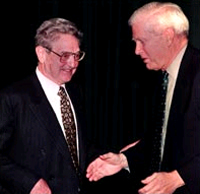
Soros (vänster) med USA:s kongressbibliotekarie James Billington, 2001.

George Soros är internationalistiskt orienterad och allmänt för globalisering, frihandel och reglerad kapitalism. Han är även motståndare till restriktiv migrationspolitik. Dock är han samtidigt emot det han kallar för marknadsfundamentalism, iden att marknaden löser alla problem bara den släpps fri. Han vill ha regler, tyglar och beskattning av kapitalismen, inklusive den finanskapitalism han själv är en betydande del av.
Soros menar, liksom Karl Popper, att totalitära ideologier, ideologier som gör anspråk på absolut sanning, är vilseledande av princip och att dessa bara kan påtryckas folket eller samhället med tvång. Poppers samhällssyn, som Soros också skriver under på, är att det goda alternativet är "det öppna samhället". Kännetecknande för detta öppna samhälle, är enligt Popper och Soros, åsiktsfrihet och en rättsstat som gör att människor med dessa olika åsikter ändå kan leva ihop. 
Till denna analys, som riktar udden mot nazism, fascism och kommunism, har Soros även lagt till en specifik kritik av den klassiska ekonomiska teorin. Soros menar att den klassiska ekonomiska jämviktsteorin, teorin om utbud och efterfrågan, är vetenskapligt falsifierad. Han framhåller att dess antaganden om perfekt konkurrens och perfekt information med mera inte är verklighetsförankrade. 
Soros menar i synnerhet att kurvorna över utbud och efterfrågan, och ekonomin överlag, influeras av en dubbelriktad feedback-mekanism. Marknadsaktörernas tänkande influerar den situation de tänker på, och situationen i sig självt påverkar marknadsaktörernas tänkande. Detta, som han benämnt reflexivitet, utgör en central del av hans ekonomiska teori, men även hans politiska filosofi. Han har också länge hävdat att det är hans förståelse av detta som gjort honom så ekonomiskt framgångsrik.
Enligt Soros reflexivitetsbegrepp, som väckt bredare akademiskt intresse först efter finanskrisen 2007-2008, kan finansmarknaderna skapa felaktiga eller orealistiska förväntningar men sen ändå förändra verkligheten till att stämma överens med dessa föreställningar. Det är motsatsen till den process som finns beskriven i traditionell ekonomisk litteratur, vilken alltid antar att de finansiella förväntningarna anpassar sig till verkligheten, inte tvärtom. 2009 finansierade Soros uppstarten av Institute for New Economic Thinking med förhoppningen att institutet skulle främja ökad kunskap om ekonomisk reflexivitet.
Centralt i Soros ekonomifilosofiska tänkande i övrigt är att människor bör spela helt olika roller, eller rättare sagt bör låta sig styras av helt olika principer, i marknaden och i det civila. På marknaden bör egennyttan få fritt spelrum medan i livet i övrigt så borde det inte alls vara egoism som gäller. Han tycker sig dock se att marknaden och dess logik tyvärr har  kommit att få dominans även inom områden där den inte hör hemma. Däribland inom konst, politik, vetenskap, utbildning. Men också när det kommer till sociala relationer.

## George Soros politiska verksamhet (främst genom Open Society Foundations)

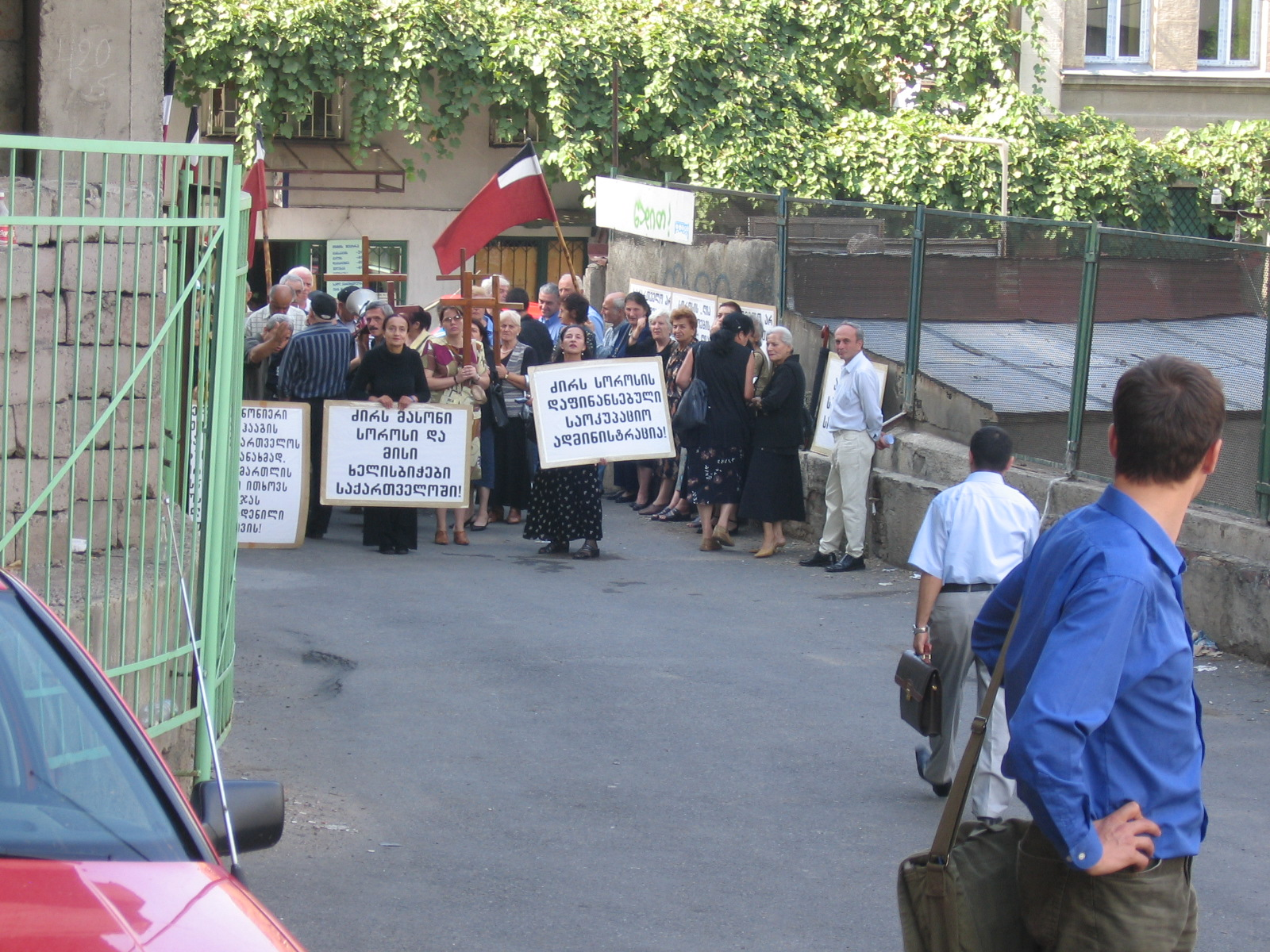
Demonstrationer mot George Soros och Open Society. Tbilisi 2005.

### Från Ryssland och Östeuropa till "övriga världen"
Inspirerad av Poppers teorier om totalitära kontra öppna samhällen började Soros runt 1980 att stödja de svarta i Sydafrika, vilka var hårt ansatta och åsidosatta av apartheidregimen. Soros har dock själv medgett att hans engagemang i Sydafrika över lag inte blev lyckat. Att han hamnade på fel sida i kampen, något han uttryckt såhär: 
"My first major undertaking was in South Africa, but it was not successful. The apartheid system was so pervasive that whatever I tried to do made me part of the system rather than helping to change it."
Efter misslyckandet i Sydafrika riktade han istället blickarna till Ryssland och Östeuropa, där han enligt egen utsago var mer lyckosam. 1980 initierade han sitt stöd till Charta 77-rörelsen i Tjeckoslovakien och året därefter stödet till Solidaritet i Polen. 1984 grundade han Open Society Foundations vars uttryckliga syfte var att i Poppers anda hjälpa folken att kasta av sig oket från totalitära regimer, främst kommunismen. Strax därefter bildade han separata Open Society-stiftelser i flera länder (Ungern 1984, Kina 1986, Sovjetunionen 1987 och Polen 1988).
Gradvis har han låtit starta upp nationella Open Society Foundations-organisationer i allt fler länder. I dagsläget (2015) finns organisationen i omkring tre dussin länder. 

### Stöd i samband med amerikanska val
George Soros har under 2000-talet gett betydande finansiellt stöd till Demokraterna och dem närstående rörelser i USA, inte minst i samband med presidentval. Detta har uppmärksammats, inte minst av konservativa grupper, men även av Wikileaks, och kritiserats häftigt. Det har till och med hävdats, från konservativt håll, att George Soros möjligen är den enskilda person som påverkar USA:s politik och kultur mest.

#### Engagemanget mot George Bush
George Soros var starkt involverad i den politiska kampen för Demokraterna och i kampen mot republikanernas kandidat George W Bush inför presidentvalet 2004. 2003 kom han ut med boken The Bubble of American Supremacy i vilken han kritiserar Bush-administrationens "War on Terror", som han beskrev som ytterligt feltänkt och kontraproduktiv politik. Dessutom framhöll han att Irakkriget legitimerades på falska premisser och över huvud taget inte var nödvändigt. Donationerna tog också fart under 2013. Detta efter att en egentillsatt utredning visat att det var fullt lagligt för honom att kanalisera stora belopp till stöd för Demokraterna, trots de nya kampanjfinanslagarna. Inte genom att stödja direkt till partiet, men väl genom att donera till allierade grupper och organisationer. Utredarna, Mark Steitz och Tom Novick, förklarade även att de såg framför sig ett val som skulle bli tämligen jämnt med 17 så kallade swingstater där det skulle vara extra viktigt att få övervikt åt Demokraterna. Med denna utredning som grund beslutade sig Soros därefter för att stödja ett antal allierade grupper med fokus på dessa swingstater, däribland America Coming Together och Young Voter Alliance. Totalt uppgick donationerna under presidentvalskampanjen till omkring 27,5 miljoner dollar.

#### Engagemanget mot Donald Trump
Inför presidentvalet 2016 stöttade Soros Hillary Clintons kampanj med 8-12 miljoner dollar.  Han gick också till hårt angrepp mot Trump vid ett antal tillfällen. Däribland då han intervjuades av Francine Lacqua för Bloomberg TV. Särskilt illa tycker Soros om Trumps restriktiva migrationspolitik.. Ett flertal rörelser med kopplingar till Demokraterna stöddes också kraftigt under valrörelsen, däribland Black Lives Matter-rörelsen. Dagen efter Donald Trumps presidentinstallation i januari 2017 anordnades "Women’s March" som samlade 500.000 demonstranter i Washington och omkring fem miljoner demonstranter i hela världen. Enligt en rapport från konservativa Media Research Center som släpptes senare under våren hade George Soros och Open Society Foundations totalt donerat hela 246 miljoner dollar under 2010-2014 till 100 av de 544 medverkande grupperna som listats som partners vid arrangemanget.
På det världsekonomiska forumet i Davos 2017 förklarade Soros åter varför han är emot Donald Trump. Att det beror på att Trump, enligt Soros, står för ett regerande som är motsatsen till ett öppet samhälle. Ett regerande som han menar bäst kan beskrivas som en diktatur eller maffiastat. Han menade också att Trump kommer att splittra och dela Amerika och att den konfrontatoriska attityd han visat upp mot Kina med hot om högre tullar och tariffer också är oroande.

### Afrika
George Soros har under senare decennier investerat "aggressivt" i Afrika. Parallellt med detta har han även donerat pengar till ett antal projekt, inte minst i Liberia där utbildningsinsatser stöds.

### Asien

#### Burma/Myanmar
George Soros är engagerad i den politiska kampen mot förtrycket och diskrimineringen av Rohingya, som är en muslimsk minoritetsgrupp i Myanmar. I maj 2015 var Soros en av huvudtalarna på en internationell konferens i Oslo på temat, vid sidan om Mairead Maguire, Desmond Tutu, Jose Rose-Jorta, Mahathir bin Mohammad och Kjell Magne Bondevik. Där berättade han om sitt engagemang i frågan och att han ser likheter mellan sina egna erfarenheter från livet under nazitiden under 1940-talet och de svåra förhållanden som Rohingyas i västra Myanmar idag tvingas leva under, något han nyligen fått uppleva med egna ögon under ett besök.

#### Japan
I början av januari 2017 möttes Japans premiärminister Shinzo Abe, George Soros och den brittiske finansanalytikern Adair Turner i Tokyo. Detta för ett samtal om Soros och Turners idé om att centralbanker i länder som Japan skulle kunna köpa regeringens statsobligationer direkt, istället som annars är fallet bjuda ut dessa statspapper på den öppna marknaden, och på så sätt direktfinansiera statliga ekonomiska stimulanser. Det vill säga det som i populärform kommit att kallas "helikopterpengar". Japans finansminister Taro Aso bekräftade i ett uttalande strax därefter att George Soros hade rekommenderat "helikopterpengar" i Japan för ekonomisk stimulans och för att bryta den två decennier långa trenden med deflation. Men att han avfärdar idén som för riskfylld och farlig.

### Europa och EU

#### Den europeiska skuldkrisen
Soros menar att arbetet för att bemästra  den europeiska finanskrisen och eurokrisen  bör ha tre huvudinriktningar. För det första en reformering och omfinansiering av banksystemet. För det andra ett införande av så kallade euroobligationer. Och för det tredje att det blir möjligt att träda ur EMU. Han menar även att länder med stor statsskuld bör få delar av skulden avskriven på samma villkor som länder med lägre statsskuld (genom utfärdandet av euroobligationer). 

#### Soros om Brexit och EU-skatt
Soros var som många politiska ledare i Europa orolig för vad Brexit, ett brittiskt utträde ur EU, skulle kunna leda till, och försökte därför påverka Brexitomröstningen genom ett bidrag på £400,000 pund till anti-Brexit-gruppen 'Best for Britain'. Ett av de tillfällen då Soros tog till orda inför Brexitomröstningen var i samband med ett tal i EU-parlamentet den 30 juni 2016, som dock var menat att mest fokusera på de ekonomiska konsekvenserna av flykting- och 
migrationskrisen. I talet nämnde Soros även behovet av ett förstärkt EU och för finansernas skull en ny EU-skatt. EU-parlamentarikern Gerard Batten från EU-kritiska UKIP (representerande EFDD) fick ställa några frågor efter talet. Batten höll inte med Soros på några punkter, förutom just om EU-skatten. Soros har också hävdat att Brexit skulle kunna trigga fram en ny global finanskris, som ett extra skäl för vikten av att britterna blir kvar i unionen.

#### Soros vs Angela Merkel
George Soros har kritiserat och sökt påverka Tysklands politiska vägval i allmänhet och förbundskansler Angela Merkel i synnerhet vid ett flertal tillfällen. 2013, i samband med eurokrisen, argumenterade han för att Tyskland antingen borde gå ur euro-samarbetet eller tänka om i frågan om eurobonds. Talet hölls i Tysklands finanscentrum i Frankfurt och talets rubrik var: "How to save the European Union from the euro crisis". Han framhöll att Tyskland förstås kan besluta självt om huruvida de själva vill satsa på eurobonds, men att de inte kan tvinga de skuldsatta länderna inom euro-samarbetet att avstå från att gå ihop och tillsammans satsa på detta för att lätta på den ekonomiska bördan. I talet sa han också att Tyskland tvingar på euro-länderna en felaktig ekonomisk politik. Nedskärningar som Tyskland kräver av de skuldtyngda länderna fungerar inte. Talet innehöll också en förutsägelse om vad som skulle hända om Tyskland gick ur euron. Då skulle eurons värde sjunka, men det vore bara bra eftersom då skulle de svagare ekonomierna i valutaunionen få stärkt konkurrenskraft.

### Ryssland, Ukraina, Östeuropa

#### Ukraina
George Soros försökte att påverka det ukrainska valet genom finansiella bidrag till den orangea revolutionen i Ukraina 2004 liksom till proteströrelsen mot den dåvarande presidenten Viktor Janukovytj, något som kulminerade i våldsamheter i februari 2014 och presidentens avgång. Däremellan, 2009, donerade han 100 miljoner dollar till olika organisationer i Central- och Östeuropa för att motverka den allmänna ekonomiska nedgången (efter den globala finanskrisen 2008).

#### Ryssland
George Soros protesterade kraftigt då Ryssland annekterade Krim och har över lag framhållit att Rysslands expansionism är ett existentiellt hot mot det demokratiska EU. För att motverka hotet från Ryssland, som enligt Soros också består i att auktoritära system och ledarstilar som det ryska börjat få stöd även i Europa, har Soros manat västvärlden att öka sina sanktioner mot Ryssland. Men också att Ukrainas nya regim bör få ett kraftigt ekonomiskt stöd Detta stöd från väst till Ukraina borde, enligt ett uttalande från 2014, uppgå till 20 miljarder dollar, samt att Ukraina även borde få hjälp med att modernisera sin energisektor i syfte att bli mindre beroende av Ryssland.

#### Östeuropa inklusive Georgien och Azerbajdzjan
Ungern har under senare år intagit en särställning för Soros organisationer, då han är starkt emot Victor Orbans auktoritära styre med bland annat restriktiv flyktingpolitik. Totalt har Soros donerat omkring 400 miljoner dollar till olika organisationer i Ungern och stöder numera (2017) omkring 45 organisationer i landet som bland annat jobbar med demokrati och transparens, oberoende media, minoriteters rättigheter och mänskliga rättigheter.
I Georgien fick flera toppersoner inom Soros organisationer höga politiska positioner efter den rosa revolutionen. Däribland Alexander Lomaia, som gick från att vara högst ansvarig för Open Society Georgia Foundation till att bli utbildningsminister och senare få en hög roll i landets säkerhetsråd. Enligt ledaren för oppositionen är nu hela nio ministrar i Georgien från Soros organisationer, vilket enligt denne lett till en ökad anti-amerikanism.

### Israel och antisemitism
George Soros har kommenterat frågan om antisemitism vid ett antal tillfällen. Däribland 2003 då han gjorde reflektionen att Israels och USA:s politik (under George Bush och Ariel Sharon), liksom den roll som välbärgade och inflytelserika individer spelar, bidragit till ökningen av antisemitism i Europa. Han förklarade också att han är kritisk till den politik som Bush och Sharon stod för och menade att om den politiska inriktningen skulle ändras, då skulle också antisemitismen minska. Han uttryckte vid samma tillfälle också en oro över att han själv genom sina handlingar, utan att det är avsikten, bidrar till den antisemitiska idén att det är judarna som styr världen. I en uppföljande artikel för The New York Review of Books förtydligade han att antisemitismen är mycket äldre än staten Israel och att han inte beskyller judarna för antisemitismen. Samt att ansvaret för antisemitismens existens varken bör läggas på Israels regering eller på dess kritiker. Men att attityderna gentemot Israel ändock påverkas av den politik som Israel för, och att attityderna mot den judiska kulturen influeras av den pro-israeliska lobbyns framgångar i att tysta ner kritiska röster.

### Soros och flyktingkrisen
George Soros har (2016) meddelat att han avser att investera 500 miljoner dollar på flyktingar och flyktingföretagande, mot bakgrund av den europeiska flyktingkrisen. Denna satsning, som bland annat syftar till att flyktingarna blir självförsörjande genom eget arbete, ska samordnas med UNHCR och International Rescue Committee. Under hösten 2016 har han också, i Foreign Policy och ett tal inför EU-parlamentet, föreslagit att EU, upprättar en kraftfull asylplan. Budgeten för en sådan, som han ser det, bör vara minst 30 miljarder euro årligen. Han menar att denna klumpsumma lämpligen bör gå till utgifter både inom och utanför Europa. Soros anser också att EU, istället för nuvarande system, i förväg bör bestämma sig för ett bestämt antal flyktingar. Detta eftersom det då, enligt Soros, skulle bli färre som skulle chansa genom att ta sig till EU illegalt. Han medger att 30 miljarder euro per år må verka som en hög kostnad, men att det bör sättas i relation till kostnader och risker om EU inte satsar tillräckligt, exempelvis risken för att Schengen-systemet kollapsar. 

### Drogpolitik
George Soros har finansierat ett flertal organisationer och initiativ syftande till en mer drogliberal politik runt om i världen. Däribland Lindesmith Center, Drug Policy Foundation och Drug Policy Alliance. I Wall Street Journal den 26 oktober 2016, liksom återpublicerat på den egna hemsidan georgesoros.com, ger han några skäl för engagemanget i drogpolitiken. Bland annat menar han att den amerikanska lagstiftningen kring marijuana gör klart mer skada än nytta. Att kriminaliseringen inte hindrade drogen från att bli den mest använda olagliga substansen i USA, likväl som i många andra länder. Och att försöket att upprätthålla förbudet mot marijuana enbart i USA kostar miljarder dollar per år.

### Miljö och klimat
Under klimatmötet i Köpenhamn i december 2009, den årliga klimatkonferens vars huvudmål är att länderna ska enas om åtgärder för att  bromsa den globala uppvärmningen, gjorde Soros ett oväntat utspel. Han erbjöd U-länderna en fond på drygt 100 miljarder dollar för att hjälpa dem att minska utsläpp, för att därigenom också minska klimatpåverkan.. 
Soros har även föreslagit att nyutgivning av SDR (Special Drawing Rights) skulle kunna gå till en global grön fond som i sin tur skulle kunna finansiera  investeringar i energikällor med låga koldioxidutsläpp, skogsskötselinsatser, regnskogsskydd, markanvändningsreformer och andra gröna anpassningsprogram. Enligt den brittiska miljöorganisationen Oxfam, som (2009) uttryckt sig positivt om idén, skulle en sådan plan kunna  genomföras inom befintliga finansiella strukturer.

### Open Society och Soros övriga nätverk idag (2016)
Open Society är idag, enligt egen uppgift, ett nätverk av organisationer, nätverk, projekt, partners och stiftelser i mer än 100 länder. Enligt egna uppgifter har Open Society Foundations haft utgifter på totalt över 13 miljarder dollar de senaste 33 åren (1983-2016). Budgeten för 2016 är 930,7 miljoner dollar, uppdelat på 13 olika områden. Det största utgiftsområdet i 2016 års budget ryms inom budgetposten "Economic Governance & Advancement". Den enda privata organisationen i USA inom genren "filantropisk verksamhet" med större utgifter är Bill and Melinda Gates Foundation.
Genom Open Society Foundations och sammankopplade organisationer stöds organisationer som vill verka för liknande  idéer och mål som Soros och Open Society Foundations. Däribland pluralism och öppna gränser, Israelkritik(*), liberal drogpolitik och abortpolitik, minoriteters rättigheter, demokrati och transparens samt rörelser för miljö och mänskliga rättigheter. Däribland, enligt Discover the Networks, följande amerikanska organisationer:
- All of Us or None
- Alliance for Justice
- America Coming Together
- American Federation of Teachers
- American Immigration Council
- Amnesty International
- Arab American Institute Foundation
- Aspen Institute
- American Library Association
- Center for American Progress
- Center for Community Change
- Center for Social Inclusion
- Democracy Alliance
- Democracy Now!
- Demokraterna - det vill säga det ena av USA:s dominerande partier
- Drum Major Institute
- Earthjustice
- Electronic Privacy Information Center
- Global Exchange
- Grantmakers Without Borders
- Human Rights Watch
- Independent Media Center
- Independent Media Institute:
- Institute for New Economic Thinking:
- Institute for Policy Studies:
- J Street
- Jewish Funds for Justice
- Joint Victory Campaign 2004
- Justice at Stake
- League of United Latin American Citizens
- League of Young Voters
- Machsom Watch
- MADRE
- Malcolm X Grassroots Movement
- Advocacy Coalition
- Media Fund
- MoveOn.org
- National Committee for Voting Integrity
- National Council of La Raza
- National Immigration Forum
- National Lawyers Guild
- National Organization for Women
- National Public Radio
- National Women's Law Center
- Natural Resources Defense Council
- New America Foundation
- New Israel Fund
- Palestinian Center for Human Rights
- Peace and Security Funders Group:
- People for the American Way
- Physicians for Human Rights
- Planned Parenthood
- Ploughshares Fund
- Responsibility
- Voto Latino

(*) Hackade dokument, offentliggjord 2016, har visat att Open Society Foundations har interna skrivelser som tydliggör att organisationen ska utmana "Israels rasistiska och anti-demokratiska politik" i internationella forum. Något som bland annat ska göras genom att ifrågasätta Israels rykte som en demokratisk stat.

### Soros personliga gåvor till Open Society Foundation
- 2018: I oktober skänkte Soros under några dagar 18 miljarder dollar till Open Society.[94]

## Utmärkelser
George Soros har mottagit "honorary doctoral degree" från New School for Social Research (New York), University of Oxford, Corvinus University of Budapest och Yale University. 2008 valdes han till Institutional Investors Alpha's Hedge Fund Manager Hall of Fame tillsammans med David Swensen, Louis Bacon, Steven Cohen, Kenneth Griffin, Paul Tudor Jones, Seth Klarman, Michael Steinhardt, Jack Nash, James Simmons, Alfred Jones, Leon Levy, Julian Roberston och Bruce Kovner.
Asteroiden 3652 Soros är uppkallad efter honom.

## Kritik

### Filosofisk och allmän kritik
David C. Korten ser ett antal starkt problematiska delar, liksom även rena motsägelser, i Soros teori och världsbild. Inte minst i Soros grundläggande idé att egoism och egennytta skall vara den styrande principen för människor i deras marknadsagerande, medan de i sin roll som medborgare bör låta allmänintresset styra. Korten ifrågasätter om detta åtskiljande är rimligt eller önskvärt, vare sig på individnivå eller samhällsnivå. Han ställer sig också frågan vad detta betyder rent konkret i Soros fall. Detta eftersom Soros i ena stunden investerar hundratals miljoner dollar i exempelvis Östeuropa i syfte att göra privat vinst. Och i andra stunden eller parallellt sprider ut stora summor pengar i samma region legitimerat med målet att främja samhällsnytta och det öppna samhället. När är Soros egennyttig affärsman och finansspekulant och när är han den politiskt engagerade som bara jobbar för allmänintresset, undrar Korten.
David Higgitz ser å sin sida Soros engagemang i frågor kring migration och flyktingströmmar och hans verkande för öppnare gränser och mer pluralism befolkningsmässigt som närmast patologiskt, drivet till sin spets, något som måste ske till varje pris. Det vill säga även till priset av ökade spänningar och konflikter. Dock menar Higgitz att dessa starka drivkrafter hos Soros möjligen går att förstå mot bakgrund av hans uppväxt i Ungern under det nazistiska 1930-talet och 1940-talet.

### Positiva omdömen
I en kritisk krönika för Reuters (2017) skriver Marton Dunai om att östeuropeiska politiska ledare i en rad före detta kommuniststater under senare tid gjort hårda utfall mot George Soros och dennes stöd till olika grupper och nätverk genom Open Society Foundations. Han noterar även  att kampanjen mot Soros i dessa länder, tidigare dominerade av Moskva, tycks följa ett mönster som satts av Vladimir Putin i Ryssland, som 2015 drev ut Soros Open Society Foundations ur landet. Och att anti-Soros-kampanjerna nu, med Donald Trump i Vita Huset, också inspireras av USA och i synnerhet högervridna konservativa amerikanska medier som Breitbart. 

Nick Cohen skriver i The Guardian att han personligen är emot att miljardärer går in med stora summor i politiken, men att demoniseringen av George Soros, från nationalister runt om i världen, är långt bortom det rimliga. Det finns som exempel fullt legitima skäl att som Soros kritisera Victor Orbán i Ungern och Duterte i Filippinerna. Dessutom menar han att merparten av Soros donationer går till arbetet med att främja värden som republikanerna åtminstone tidigare själva lagt vikt vid, som transparens, fria val och fri press. 
Mike Harris resonerar liknande i Independent (i november 2016) och framhåller att det inte kommer som någon överraskning att extremhögern mobiliserar mot George Soros eftersom han är ett hot mot deras idéer om hur världen borde se ut. Han anser också att George Soros har gjort mycket för demokratiseringen i Ryssland och Östeuropa efter kommunismens fall. I Sverige har Per Wirten uttalat sig positivt om George Soros utspel i Ukraina-frågan. Att Soros har rätt både om hotet från Ryssland och om att den nya regimen, efter Yanukovychi, borde få ett omfattande ekonomiskt stöd av väst.
I EU-parlamentet har bland annat Peter Eriksson, Miljöpartiet, uttalat sig positivt om George Soros och Open Society Foundations. Detta i ett pressmeddelande efter att Vladimir Putin i Ryssland i maj 2015 undertecknat en lag med effekten att ett antal organisationer i Ryssland, däribland Open Society Foundations, förbjuds att verka i landet. I pressmeddelandet hävdas att Open Society Foundations är demokratifrämjande.

### Kritik från Asien
Enligt den Kuala Lumpur-baserade journalisten Sheridan Mahavera som skriver för South China Morning Post är det en allmän uppfattning i Malaysia att det var George Soros som låg bakom finanskrisen i Sydostasien 1997-98. Liksom att detta i sin tur i ett slag "raderade" en stor del av det välstånd som byggts upp fram till dess i Malaysia. Denna uppfattning om Soros stöds också av Malaysias regering.
I Filippinerna är den hårdföre och i väst hårt kritiserade president Rodrigo Duterte öppet emot George Soros. Soros donerar via Open Society Foundations pengar till människorättsorganisationen Human Rights Watch, vilka i sin tur kritiserar Duterte för dennes brutala drogkrig.

### Kampanjen i Ungern
Den ungerska regeringen, under ledning av premiärminister Victor Orban, har under 2010-talet drivit en kampanj mot George Soros som de menar vill tvinga Ungern att öppna sina gränser för hundratusentals illegala migranter från Mellanöstern och Afrika. Kampanjen har bland annat bestått i att stora posters har klistrats upp på offentliga platser med en skrattande Soros och texten "Låt inte Soros få sista skrattet". Peter Szijjarto, Ungerns utrikesminister, har försvarat kampanjen och kallat Soros för en nationell säkerhetsrisk i ett uttalande. Michael Vachon, en talesperson för George Soros, har bemött detta med att framhålla att Soros har missförståtts. Att det Soros menar är att de rika länderna bör ge ekonomiskt stöd till de fattiga länder som hyser 89 procent av världens flyktingar samt att Europa bör acceptera några hundratusen flyktingar i en ordnad process. Andras Heisler, ordförande för "Federation of Jewish Communities" i Ungern har å sin sida sagt att kampanjen i sig inte är antisemitisk, men att den kan trigga eller leda till okontrollerade antisemitiska stämningar. Något som Victor Orbans kabinettsekreterare bemött med en försäkran om att kampanjen inte har något med George Soros religiösa kopplingar att göra.
Den ungerska anti-Soros-kampanjen har dessutom, enligt Farid Hafez i Al Jazeera, till och med fått sex senatorer i USA:s kongress att signera ett brev där statssekreterare Rex Tillerson uppmanas att undersöka om amerikanskt statligt bistånd, USAID, har gått till Soros Open Society Foundation och organisationens aktiviteter i Makedonien och Albanien Till historien hör också att Israels ambassador i Budapest, Yossi Armani, till en början också kritiserade kampanjen. Men någon eller några dagar senare gjorde Israels utrikesministerium ett "klargörande" uttalande, i vilket de skrev att kritiken mot George Soros är legitim. I uttalandet framhölls att Israel visserligen fördömer antisemitism. Men samtidigt underminerar George Soros Israels valda regeringar genom att stödja organisationer som arbetar mot den judiska staten och dess rätt att försvara sig självt.
Vid sidan om affischkampanjen, som fokuserar på migration, har den Ungerska regeringens försök att via lagstiftning stänga ner det Soros-finansierade Central European University (CEU) i Budapest också fått stor uppmärksamhet. Bland annat har Angela Merkel, Tysklands förbundskansler, uttryckt sig skarpt kritiskt.

### Ukraina
George Soros har haft tät kontakt med den högsta politiska ledningen i Ukraina, inte minst president Poroshenko, vilket framkommit i dokument som läckts genom hackerkollektivet CyberBerkut.
Andrey Kozenko, Enade Ryssland, har i ett utspel riktat till USA sagt att om USA verkligen vill straffa de ansvariga för destabiliseringen i Ukraina så borde de först och främst lägga ekonomiska sanktioner på George Soros, Ukrainas president Poroshenko och ett antal amerikanska tjänstemän.

### Nordmakedonien
Nordmakedoniens president Gruevski har i en längre intervju för veckotidningen Republika i januari 2017 förtydligat åsikten att de Soros-finansierade grupperna i Nordmakedonien blivit alldeles för dominerande i landet. Enligt Gruevski påverkar Open Society Foundations och de Soros-finansierade grupperna för sin politiska agenda på många sätt i landet. Bland annat genom bidrag, scholarships, forskningsfinansiering och bokutgivning.  Men de har även stort inflytande över en rad journalister, medier, professorer, opinionsbildare, aktivister och till och med personer inom myndigheterna och administrationen, inklusive rättsväsendet. 
I januari 2017 lanserades Initiativet  "Stop Operation Soros" (SOS) i Nordmakedonien.

### Utfrågningen 2008
2008 ställde Soros upp på en utfrågning i USA:s representanthus tillsammans med fyra andra toppchefer vid de största hedgefonderna i USA. Under utfrågningen pressades Soros och de övriga om varför de inte tillåter någon transparens i affärerna och varför de betalar lägre skatt på sin inkomst än vanliga arbetare. Soros svar, angående skatten, var att han inte skulle ha något emot att betala vanlig skatt på all sin inkomst. Angående transparensen var hedgefondcheferna, inklusive Soros, dock eniga i sitt motstånd.

## Brottsmål
George Soros dömdes 2002 till böter på 2,2 miljoner euro i en fransk domstol. Domen kom efter en 14 år lång utredning om oegentligheter kring Soros aktieköp av fyra före detta statligt ägda franska storbolag, inklusive Société Générale som är en av Frankrikes största banker, för Soros-fonden Quantum Endowment Fund. Åklagaren hävdade att köpen baserades på konfidentiell information, det vill säga att det var ett insiderbrott, vilket också var den linje domaren gick på. Bakgrunden till rättskonflikten var att center-högerregeringen 1987 privatiserade Société Générale. Ett år senare återtog Socialistpartiet makten och den nya regeringen sökte då återta kontrollen över banken. Efter överklaganden och en lång ytterligare process fälldes han igen 2011.
Ett pågående rättsfall är Soros mot BSG Resources, där han enligt åtalet har använt sitt inflytande över Guineas regering för att utestänga det israeliska företaget BSG Resources från de lukrativa kontrakten att få rätten att bryta järnmalm i landet.

## Familj
George Soros har gift sig tre gånger. Den första hustrun, Annaliese Witschak, var en tysk immigrant som blivit hemlös under andra världskriget. De fick tre barn tillsammans. 1983 skildes de.

### Böcker
- The Tragedy of the European Union: Disintegration or Revival? (PublicAffairs, 2014). ISBN 978-1-61039-421-5.
- Financial Turmoil in Europe and the United States: Essays (PublicAffairs, 2012). ISBN 978-1-61039-161-0.
- The Soros Lectures at the Central European University (PublicAffairs, 2010) ISBN 978-1-58648-885-7.
- The New Paradigm for Financial Markets: The Credit Crisis of 2008 and What it Means (PublicAffairs, 2008). ISBN 978-1-58648-683-9.
- The Age of Fallibility: Consequences of the War on Terror (PublicAffairs, 2006) ISBN 978-1-58648-359-3.
- The Bubble of American Supremacy: Correcting the Misuse of American Power (PublicAffairs, 2003) ISBN 978-1-58648-217-6 (paperback; PublicAffairs, 2004; ISBN 978-1-58648-292-3)
- George Soros on Globalization (PublicAffairs, 2002) ISBN 978-1-58648-125-4 (paperback; PublicAffairs, 2005; ISBN 978-1-58648-278-7)
- Open Society: Reforming Global Capitalism (PublicAffairs, 2001) ISBN 978-1-58648-019-6.
- With Mark Amadeus Notturno, Science and the Open Society: The Future of Karl Popper's Philosophy (Central European University Press, 2000) ISBN 978-963-9116-69-6 (paperback: Central European University Press, 2000; ISBN 978-963-9116-70-2)
- The Crisis of Global Capitalism: Open Society Endangered (PublicAffairs, 1998) ISBN 978-1-891620-27-0.
- Soros on Soros: Staying Ahead of the Curve (John Wiley, 1995) ISBN 978-0-471-12014-8 (paperback; Wiley, 1995; ISBN 978-0-471-11977-7)
- Underwriting Democracy: Encouraging Free Enterprise and Democratic Reform Among the Soviets and in Eastern Europe (Free Press, 1991) ISBN 978-0-02-930285-9 (paperback; PublicAffairs, 2004; ISBN 978-1-58648-227-5)
- Opening the Soviet System (Weidenfeld & Nicolson, 1990) ISBN 978-0-297-82055-0 (paperback: Perseus Books, 1996; ISBN 978-0-8133-1205-7)
- The Alchemy of Finance (Simon & Schuster, 1988) ISBN 978-0-671-66238-7 (paperback: Wiley, 2003; ISBN 978-0-471-44549-4)

### Artiklar
- George Soros, "Why I support legal marijuana", The Wall Street Journal. 26 oktober 2010.
- George Soros, "The Crisis and the Euro", The New York Review of Books. 19 augusti 2010.
- George Soros, "On Israel, America and AIPAC", The New York Review of Books. 12 april 2007.
- George Soros, "The Bubble of American Supremacy", The Atlantic. December 2003.
- George Soros, The Bubble of American Supremacy, audio-inspelning av artikeln The Atlantic  via Assistive Media, läst av Grover Gardner, 18 minuter.
- George Soros, "Soros on Brazil", Financial Times. 13 augusti 2002.
- George Soros, "Bitter Thoughts with Faith in Russia", Moskovskiye Novosti (Moscow News), översatt från ryska av Olga Kryazheva. 27 februari 2000.
- George Soros, "The Capitalist Threat", The Atlantic Monthly. Februari 1997.
- George Soros, ”"Paulson Cannot be Allowed a Blank Cheque"”. Arkiverad från originalet den 26 september 2008. https://web.archive.org/web/20080926204125/http://www.ft.com/cms/s/0/9973c5b0-8a6d-11dd-a76a-0000779fd18c,dwp_uuid=11f94e6e-7e94-11dd-b1af-000077b07658.html. Läst 25 november 2016., Financial Times. 24 september 2008.

### Biografier
- Soros: The Life and Times of a Messianic Billionaire av Michael T. Kaufman (Alfred A. Knopf, 2002) ISBN 978-0-375-40585-3
- Soros: The World's Most Influential Investor av Robert Slater (McGraw-Hill Professional, 2009) ISBN 978-0-07-160844-2

### Journalistik
- Connie Bruck, Abstract of New Yorker profile of Soros "The World According to Soros", The New Yorker, 23 januari 1995.
- Malcolm Gladwell, gladwell.com "Blowing Up", The New Yorker, 22 & 29 april 2002.
- Matt Welch, Open Season on 'Open Society': Why an anti-communist "Holocaust survivor is being demonized as a Socialist, Self-hating Jew". Reason, 8 december 2003
- "Time's 25 Most Influential Americans", Time Magazine, 21 april 1997. Retrieved May 21, 2007.
- "The Time 100: The Power Givers: George Soros", Time Magazine, 14 maj 2007, Retrieved May 21, 2007.

### Akademiska perspektiv
- Bryant, C.G.A. (2002). ”George Soros's theory of reflexivity: a comparison with the theories of Giddens and Beck and a consideration of its practical value”. Economy and Society 31 (1):  sid. 112–131. doi:10.1080/03085140120109277.
- Cross, R. (1997). ”On George Soros and economic analysis”. Kyklos 50 (4):  sid. 561–574. doi:10.1111/1467-6435.00030.
- Kwong, C.P. (2008). ”Mathematical analysis of Soros's theory of reflexivity”. https://arxiv.org/abs/0901.4447.
- Nielsen, Waldemar A. (1996). Inside American Philanthropy: The Dramas of Donorship. Norman, Oklahoma: University of Oklahoma Press. sid. 77–82. ISBN 978-0-8061-2802-3
- Pettis, Michael (2001). The Volatility Machine: Emerging Economies and the Threat of Financial Collapse. Oxford: Oxford University Press. ISBN 978-0-19-514330-0
- Stone, Diane (2007). ”Market Principles, Philanthropic Ideals and Public Service Values: The Public Policy Program at the Central European University”. PS: Political Science and Politics:  sid. 545–551. Läst 27 oktober 2014.
- Stone, Diane (2010). ”Transnational Philanthropy or Policy Transfer? The Transnational Norms of the Open Society Institute”. Policy and Politics 38 (2):  sid. 269–87. doi:10.1332/030557309x458416.

### Tal av George Soros
- Tal i september 1998
- The Theory of Reflexivity. Tal vid MIT Department of Economics World Economy
- "The Differences Between Natural and Social Science: Implications of Fallibility". Tal den 5 januari 2007 vid IISc Bangalore